# Aeschynomene schimperi
Aeschynomene schimperi är en ärtväxtart som beskrevs av Achille Richard. Aeschynomene schimperi ingår i släktet Aeschynomene och familjen ärtväxter. Inga underarter finns listade i Catalogue of Life.